# Braz Macachi
Braz Macachi (Luanda, 05 de septiembre de 2001) es un jugador de baloncesto con nacionalidad angoleña. Con 2 metros de estatura, juega en la posición de pívot. Actualmente forma parte de la plantilla de Club Basquet Coruña de Primera FEB. Es internacional con la Selección de baloncesto de Angola.

## Trayectoria
Macachi nacido en Luanda es un pívot formado en las categorías inferiores del Desportivo 1 de Agosto de Luanda con el que jugó dos temporadas, en el que fue reconocido como mejor pívot de la liga y como uno de los integrantes del quinteto ideal de la competición en la temporada 2023-24.
En la temporada 2024-25, firma por el AD Galomar con el que disputa la Liga Portuguesa de Basquetebol, donde promedia 7.5 puntos y 5.8 rebotes por partido en 21 minutos de juego.
El 6 de agosto de 2025, firma por el Club Basquet Coruña de Primera FEB.

### Selección nacional
En 2023 debuta con Selección de baloncesto de Angola con el que disputaría el FIBA AfroCan.